# Украинцы в Казахстане

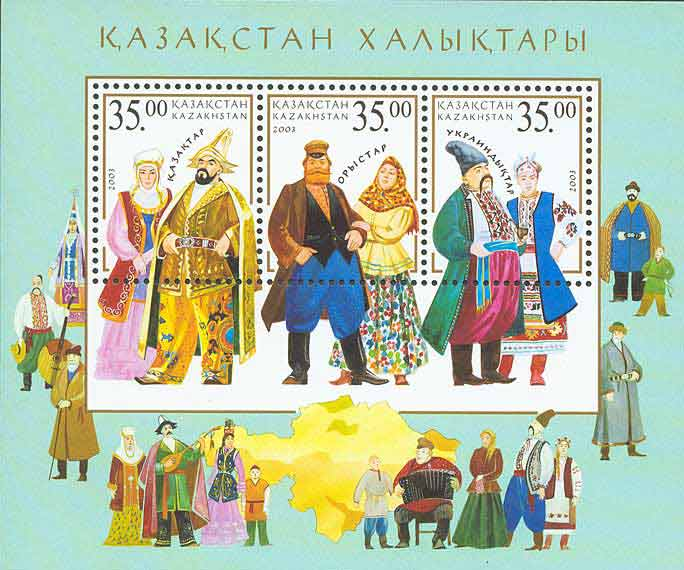
Украинцы Казахстана на марке Казпочты (справа)

Украинцы в Казахстане (укр. Українці в Казахстані, каз. Қазақстандағы украиндықтар) — одна из национальных общин на территории Казахстана, которая сформировалась в течение нескольких исторических периодов.
По итогам переписи населения Казахстана 2021 года, численность украинцев составляет 387 327 человек — это одна из крупнейших этнических групп страны. Однако с учётом всех граждан Республики Казахстан, имеющих украинское происхождение (в том числе частичное в межнациональных семьях), включая носителей исконно украинских фамилий, это число значительно превышает официальные данные, достигая более 1 млн человек.

## История

### Российская империя
Первыми украинцами на казахстанской земле считаются высланные в Северный Казахстан участники подавленного в 1768 году гайдамацкого движения, известного в истории под названием «Колиивщина». Сюда же была выслана и часть запорожских казаков после ликвидации в 1775 году «Запорожской Сечи» российской императрицей Екатериной II. Эти первые массовые переселения, относящиеся ко второй половине XVIII века, имели депортационный характер.
Один из значительных этапов переселения украинцев пришёлся на конец XIX—начало XX веков и связан в первую очередь с открытием Сибирской железной дороги и Столыпинской аграрной реформой. Именно в этот период и был заложен фундамент украинской общины в Казахстане.
По результатам этих переселений украинцы составляли большинство населения северных регионов Казахстана на обширной территории Степного края, именуемый в историографии как «Серый Клин».

### Казахская ССР
В конце 20-х — начале 30-х годов XX века в связи с раскулачиванием и коллективизацией области республики пополнились украинскими семьями, среди которых были не только так называемые кулаки, но и середняки, а также много интеллигенции, лишённые коммунистами всех прав и выселенные в Казахстан.
После присоединения Западной Украины к СССР в 1939 году: из Галиции, Волыни и Северной Буковины было депортировано 100 310 человек, большая часть из которых была расселена в Казахстане, в основном в Карагандинской области и северных регионах республики. Крупнейшей операцией по депортации гражданского населения Западной Украины была «Операция Запад» (1947), по итогам которой десятки тысяч украинских семей оказалось в Казахстане.
Депортированные украинцы активно работали на шахтах Караганды: по данным на январь 1945 года, в Карагандинском угольном бассейне трудился 4071 украинец, что составляло 10,8 % всех рабочих бассейна. В 1949 году в области на спецучёте находилось 3019 семей численностью 7433 человека, а в 1948—1952 годах списки спецпереселенцев пополнились украинцами, освобождёнными из Карлага и Степлага. Помимо трудпереселенцев и спецпереселенцев, в Карагандинской области находились ссыльные и административно-высланные украинцы.
Всего из Западной Украины в регионы Казахстана за 1944—1952 годы было депортировано 203 000 человек. Такие данные указаны в постановлении «О политическом и хозяйственном положении западных областей Украинской ССР» от 26 мая 1953 года.
Самая большая по численности иммиграция украинцев происходила в 50-х — 60-х годах XX века и была обусловлена освоением целинных и залежных земель, которое шло одновременно с крупным промышленным строительством, преимущественно в Акмолинской, Павлодарской, Костанайской, Карагандинской, Актюбинской, Северо-Казахстанской областях. Следует подчеркнуть, что во многом благодаря переселенцам последней волны и их потомкам украинская диаспора Казахстана сохраняет свои национальные черты.

### Независимый Казахстан
Процесс снижения численности представителей украинского этноса на территории Казахстана, очевидно, следует увязывать в первую очередь с двумя главными факторами — миграционными и ассимилятивными процессами. Вместе с тем, наряду с уменьшением численности казахстанских украинцев, с распадом СССР и образованием на его пространствах новых независимых государств, в Республике Казахстан возникают украинские этнокультурные организации, усиливается интерес к украинскому языку, культуре, традициям.

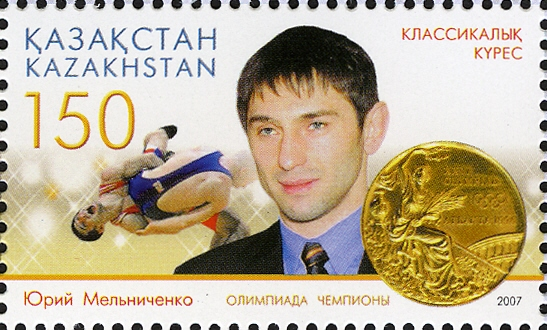
Юрий Мельниченко — Олимпийский чемпион, двукратный чемпион мира. Заслуженный тренер Казахстана по греко-римской борьбе

В независимом Казахстане происходит активный процесс национально-культурного возрождения представителей украинского этноса, которое опирается на положение Конституции Республики Казахстан относительно свободного развития культур этносов страны. Многочисленные общественные организации и национально-культурные центры при поддержке казахстанских властей и бизнес-структур способствуют объединению украинской диаспоры, препятствуют размытию украинской самоидентификации и процессам ассимиляции среди этнических русских, утере украинской культуры, истории, традиций, языка и других важнейших национальных атрибутов, таких как: украинская кухня, народные танцы, украинская литература и музыка, народные песни на украинском языке. Национально-культурные организации объединяют всех любителей украинской культуры, среди которых, помимо этнических украинцев, много граждан Казахстана разных национальностей, выходцев из Украины и их потомков.
Украинцы широко представлены и активно участвуют в общественно-политической, культурной, спортивной жизни страны, экономической сфере (промышленность, финансы и бизнес, IT и интернет, реклама и маркетинг, связь и телекоммуникации и т. д.), как и в исторические периоды прошлого вносят вклад в развитие независимого Казахстана.
В современном Казахстане самая большая украинская диаспора (25,93 процентов от населения района) проживает в Фёдоровском районе Костанайской области, который наряду с другими районами Северного Казахстана в 1920-х—1930-х годах был украинизирован (см. украинизация) с переводом школ на украинский язык, так как основное население района являлось украинцами.

## Демографическая статистика
Численность украинцев, казахов и русских в губерниях (округах) КазАССР по итогам переписи населения 1926 г.:
|                          | всего     | русские | казахи  | украинцы |
| ------------------------ | --------- | ------- | ------- | -------- |
| Акмолинская губерния     | 1 211 379 | 394 114 | 430 804 | 312 338  |
| Актюбинская губерния     | 468 831   | 43 812  | 320 053 | 88 413   |
| Джетысуйская губерния    | 886 697   | 44 777  | 563 093 | 88 882   |
| Семипалатинская губерния | 1 309 857 | 398 657 | 714 637 | 140 233  |
| Кустанайский округ       | 389 260   | 82 661  | 123 411 | 160 844  |

Динамика численности украинского населения по данным переписей:
|               | количество |
| ------------- | ---------- |
| перепись 1926 | 860 201    |
| перепись 1939 | 658 319    |
| перепись 1959 | 762 131    |
| перепись 1970 | 930 158    |
| перепись 1979 | 897 964    |
| перепись 1989 | 896 240    |
| перепись 1999 | 547 052    |
| перепись 2009 | 333 031    |
| перепись 2021 | 387 327    |

|  |  |  |

## Украинские организации в Казахстане
В Казахстане официально зарегистрированы и действуют 2 республиканских общественных объединения: «Рада украинцев Казахстана» и Ассоциация «Украинцы Казахстана», а также множество национально-культурных центров, украинских воскресных школ и факультативов, творческих объединений
| Республиканские общественные объединения и национально-культурные центры украинцев Казахстана | Республиканские общественные объединения и национально-культурные центры украинцев Казахстана |
| --- | --- |
| «Рада украинцев Казахстана», в состав которой входят 11 национально-культурных центров: | В ассоциацию «Украинцы Казахстана» входят следующие национально-культурные центры: |
| - в Акмолинской области: - «Оберег», председатель Н. И. Литошко; - «Женская громада», председатель И. И. Воловик; - «Червона рута», г. Шортанды председатель Т. В. Кушнарева; - в Актюбинской области: НКЦ «Оксана», председатель В. М. Моисеенко; - в Алматинской области: областной НКЦ «Просвита Жетысу», председатель Д. И. Стадничук; - в Атырауской области: НКЦ, председатель О. Д. Павленко; - в Костанайской области: УНКЦ, председатель А. В. Тарасенко; - в Мангистауской области: УНКЦ им. Т. Г. Шевченко, председатель Т. С. Лисниченко; - в Северо-Казахстанской области: Петропавловский НКЦ, председатель А. А. Польшаков, - в Павлодарской области: Экибастузский НКЦ «Мариям», председатель Б. К. Абиева; - в Восточно-Казахстанской области: Усть-Каменогорский НКЦ, председатель А. М. Нетребич. | - Украинский культурный центр «Ватра», г. Астана (председатель — Чернега Тарас Андреевич); - Общество украинского языка «Рідне слово» им. Т. Г. Шевченко, г. Караганда (председатель — Ломей Пётр Михайлович); - Общество украинской культуры им. Т. Г. Шевченко, г. Павлодар (председатель — Парипса Михаил Сергеевич); - Украинский культурный центр «Світанок», г. Семей (председатель — Федух Марьян Михайлович); - Украинский культурный центр, г. Алматы (председатель — Агапова Тамара Алексеевна); - Украинский культурный центр им. Т. Г. Шевченко, г. Сатпаев, Карагандинская обл. (председатель — Жук Оксана Николаевна); - Культурно-просветительское общество «Единение», г. Уральск, Западно-Казахстанская обл. (председатель — Тарасенко Виктор Иванович); - Украинский культурный центр «Жетысу-Просвита» им. Т. Г. Шевченко Алматинской области (председатель — Криворучко Татьяна Григорьевна); - Украинский культурный центр «Світанок», г. Экибастуз, Павлодарская обл. (председатель — Колодюк Мария Прокофьевна); - Украинский культурный центр «Криница», г. Аксу, Павлодарская обл. (председатель — Калюга Галина Ивановна); - Украинский городской национально-культурный центр «Надежда», г. Шымкент, Южно-Казахстанская обл. (председатель — Дробот Алексей Васильевич); - Центр украинской культуры Северо-Казахстанской области «Світанок», г. Петропавловск (председатель — Плотко Александр Петрович); |

Работают также единственные в Центральной Азии государственное среднее учебное заведение — Украинская школа-комплекс № 47, республиканский еженедельник «Українські Новини» (тираж — 1200 экземпляров), которые финансируются государственными институтами Казахстана. Ежемесячно издаётся газета «Вести Украины» (тираж 4000 экземпляров), функционирующая при республиканском объединении «Рада украинцев Казахстана» и финансируемая бизнес структурами Республики.

### Межгосударственный институт украинско-казахстанских отношений
Значительную роль в укреплении традиционно дружественных отношений между Украиной и Казахстаном на государственном уровне занимает Межгосударственный институт украинско-казахстанских отношений. Институт является одним из ведущих академических учреждений, проводя научно-аналитические исследования и вырабатывая комплекс рекомендаций по реализации существующего потенциала двухсторонних отношений в сфере политического, торгово-экономического, научно-технического, военного, культурно-гуманитарного и спортивного сотрудничества между Украиной и Республикой Казахстан.
В декабре 2017 года институту было присвоено имя первого Президента Казахстана, отметив его высокий авторитет и вклад в увеличение безъядерных зон на планете.
В 2018 году запущен проект «Многоголосье Великой степи», который основан как отклик на статью Нурсултана Назарбаева «Семь граней Великой степи». Художественные полотна призваны показать украинскому и казахстанскому сообществу единство исторического прошлого Украины и Казахстана в истории Великого степного пояса. Выставка картин экспонируется не только на Украине, но и за рубежом.

## Украинская грекокатолическая церковь в Казахстане
История греко-католиков в Казахстане начинается со времён репрессий 40-х годов XX века, когда значительное количество украинцев было депортировано в казахские степи. Многие из репрессированных украинцев, отбыв сроки в сталинских лагерях Сибири, Карлага и Степлага, не имели возможностей вернуться на Украину и приехали к своим родственникам, которые оказались в Казахстане на принудительных поселениях. Именно с исторического периода 40-х годов XX века и начинается история Украинской грекокатолической церкви (УГКЦ) в Казахстане.

В конце 50-х годов украинские грекокатолические священники, освобождённые из заключения, вели подпольную душепастырскую деятельность среди католиков латинского и византийского обрядов: вследствие массовых репрессий в Казахстане оказались десятки тысяч немцев, украинцев, поляков, литовцев. Среди них стоит выделить священномучеников Алексея Зарицкого, епископа Александра Хиру, священников Стефана Пришляка, Марьяна Шабана, Зелинского, Мыцька, Солитыцкого и многих других. Впоследствии многие из них, например, епископ Никита Будка и священник Алексей Зарицкий были беатифицированы католической церковью, причислены папой Иоанном Павлом II к лику блаженных и в настоящее время почитаются как одни из святых покровителей страны.

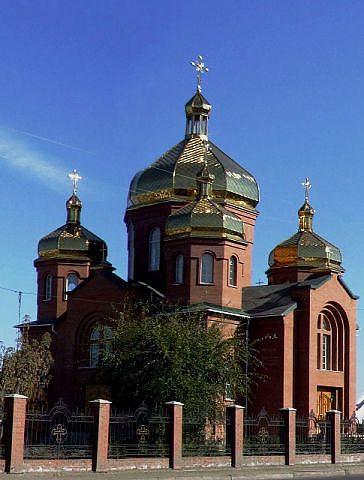
Собор Украинской грекокатолической церкви в Караганде

В 1980 году епископ Александр Хира освятил римско-католическую церковь в Караганде, где проводили богослужения для многочисленных украинцев и грекокатолические священники.
После распада Советского Союза в 1993 году была зарегистрирована грекокатолическая община, развивается структура Украинской грекокатолической Апостольской администратуры в Казахстане и Средней Азии с центром в г. Караганде.
20 мая 2001 года епископ Василий Медвит вместе с архиепископом Марианом Олесем, Апостольским нунцием в Казахстане и Средней Азии, и епископом Томашем Пэтой, Апостольским администратором Астаны, освятил храм Святых Верховных Апостолов Петра и Павла в Павлодаре. Работая в Павлодаре, о. Ириней также регулярно посещает организованные им две грекокатолические общины в Шидертах и Березовке.
23 сентября 2001 года в Астане папа Иоанн Павел II во время своего пастырского визита в Казахстан освятил камень для строительства храма в Караганде. 9 августа 2002 года глава УГКЦ Патриарх Любомир Гузар освятил место под строительство святыни. В том же году Святой Престол назначил настоятеля Украинского грекокатолического прихода в г. Караганде священника Василия Говеру Апостольским делегатом для всех католиков восточного обряда в Казахстане и Средней Азии. 18 сентября 2005 года священник Василий Говера получил титул митрофорного протоиерея и в этом качестве освятил собор Покрова Пресвятой Богородицы в г. Караганде.
Особенно значимой для украинской общины является церковь в Сатпаеве, возведённая по древней технологии без единого гвоздя. Уникальность этого храма заключается в том, что спустя десятилетия он появился в непосредственной близости от одного из бывших сталинских лагерей — Степлага, в котором за всё время его существования погибло немало украинцев, составлявших около половины (46,36 %) политических заключённых, в том числе во время известного «Кенгирского восстания».

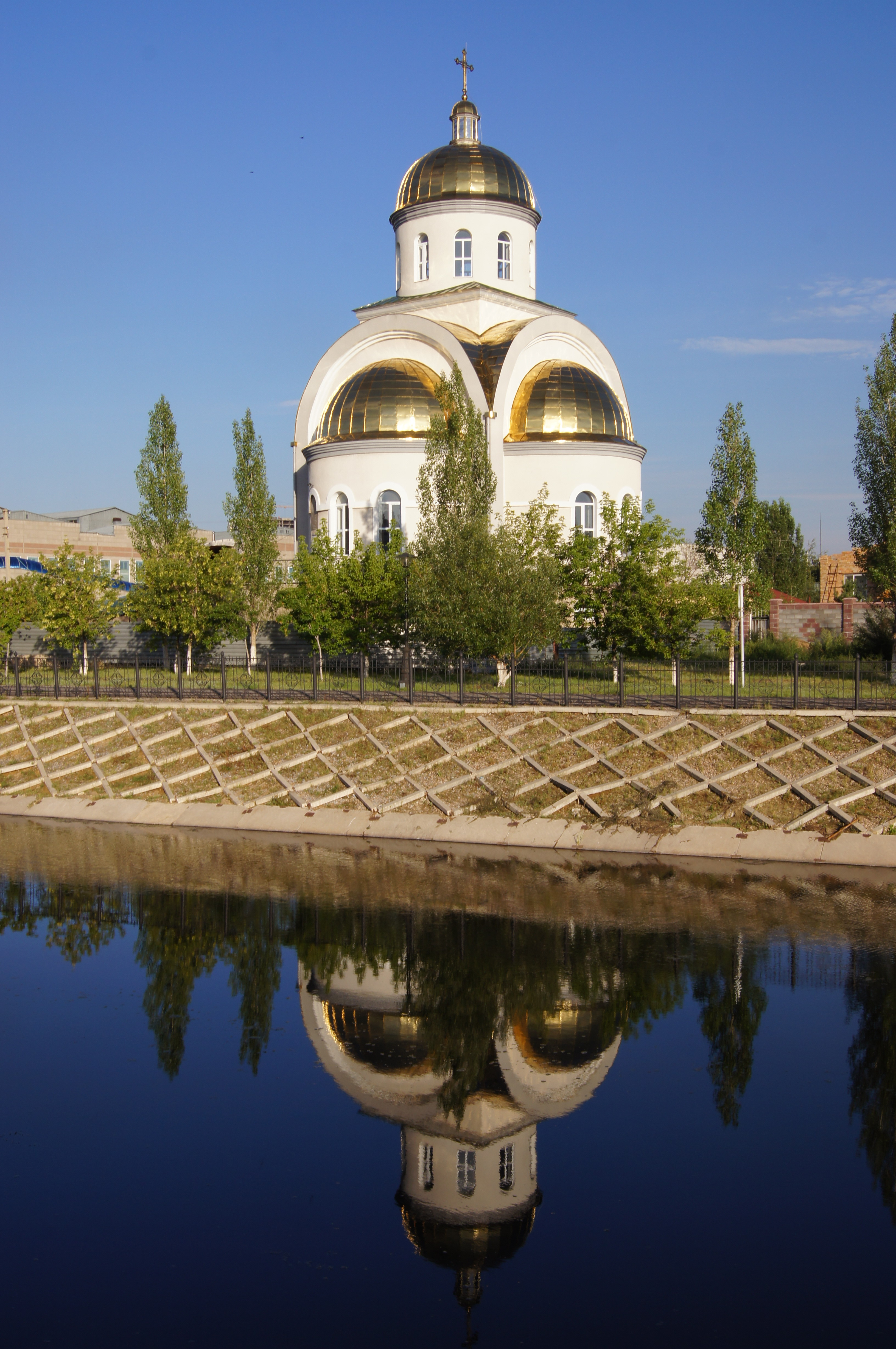
Украинская грекокатолическая церковь Святого Иосифа Обручника в Астане

15 сентября 2013 года, в столице Казахстана городе Астане состоялось освящение украинской грекокатолической церкви Святого Иосифа Обручника. Чин освящения совершил председатель пастырско-миссионерского отдела УГКЦ владыка Иосиф (Милян). После этого началась архиерейская литургия, в которой принял участие официальный представитель Папы — кардинал Леонардо Сандри, префект Конгрегации Восточных Церквей; Мигель Буэндиа, Апостольский нунций в Казахстане; Томаш Пэта, архиепископ и митрополит римско-католической архиепархии Пресвятой Девы Марии; епископы Афанасий Шнайдер и Януш Калета; о. Василий Говера, Апостольский делегат для грекокатоликов в Казахстане; архимандрит Сергей Гаек, Апостольский делегат для грекокатоликов в Белоруссии; многочисленные священники и верующие, прибывшие на это торжество со всех уголков Казахстана, где сосредоточены украинские церковные общины, а также из Украины и России. Литургическое моление сопровождал хор «Soli Deo» храма Пресвятой Евхаристии, который прибыл из Львова специально на торжество.
В ходе торжественных мероприятий были произнесены благодарственные слова, подчёркивающие важность этого события для украинской диаспоры Казахстана:
Данный храм — особенный, поскольку он построен сыновьями и дочерьми Украинской Греко-Католической Церкви, которые в большинстве своём оказались на этой земле не по своей воле. Хочется выразить благодарность всему казахскому народу за то, что в тяжёлые минуты для украинского народа ваша земля стала местом защиты, где можно было жить и развиваться.  Освящение этого храма – наш очередной вклад в духовное наследие.
Особенностью современного состояния УГКЦ в Казахстане является то, что многочисленной украинской диаспорой грекокатолические церкви рассматриваются как важнейшие центры украинской культуры и языка, препятствующие ассимиляции и способствующие сохранению собственной национальной самоидентификации. Приходы очень разные, как по численности верных, так и по их особенностям. Например, в Караганде традиционный греко-католический приход, 90 % прихожан которого — дети и внуки депортированных галичан. В других приходах большинство составляют восточные украинцы — дети и внуки тех, кто в своё время приехал сюда осваивать целинные земли. Многие из них считают себя православными, но приходят в церковь, так как хотят хоть в какой-то мере слышать украинскую речь во время богослужения, поэтому и идентифицируют себя с УГКЦ. Всего в Казахстане действуют 5 приходов Украинской грекокатолической церкви: в Караганде, в Астане, в Павлодаре, в Шидерты и в Сатпаеве.

## Увековечение памяти Тараса Шевченко в Казахстане
Тарас Григорьевич Шевченко оставил заметный след не только в украинской, но и в казахской культуре. На казахской земле украинский поэт провёл 10 лет, находясь в ссылке по царскому указу. Эти годы были наиболее трудными в его биографии, но в то же время и очень плодотворными. В Казахстане он смог не только реализоваться как творческая личность, но также ярко запечатлел жизнь казахского населения. Местное население уважало Тараса Григорьевича, называя его «акын-Тарази». Общаясь с местным казахским населением, Шевченко находил много общего в исторических судьбах казахского и украинского народов. Его творчество стало неотъемлемой частью истории и культуры, важной страницей истории духовного родства народов Казахстана и Украины.

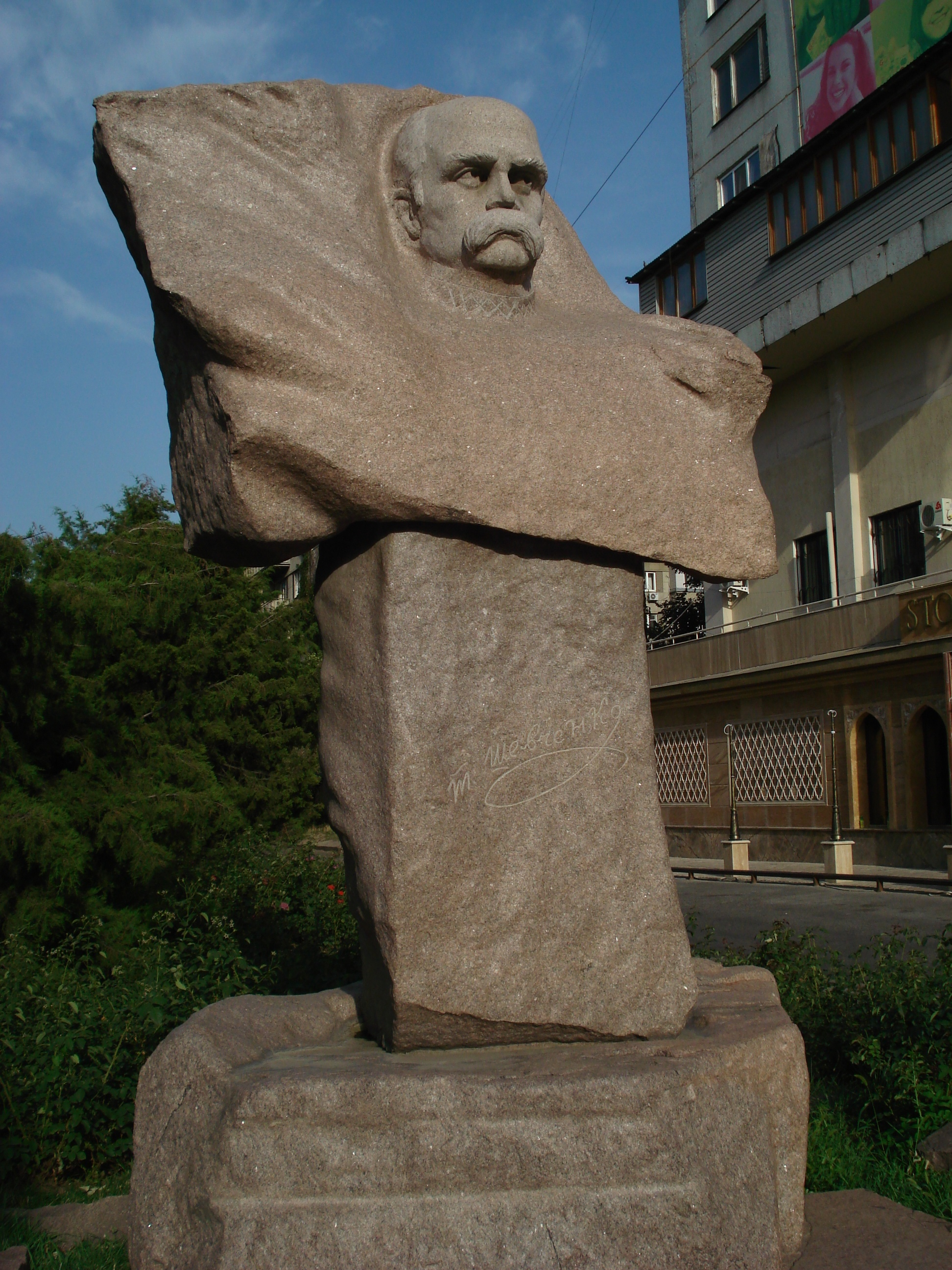
Памятник Шевченко на одноимённой улице в Алматы

Казахстанский писатель Габиден Мустафин:
В Тарасе Шевченко мы видим одного из первых пишущих поэтов казахской земли. Он был одним из первых художников нашего народа. Не только Украина, но и Казахстан воспитал в нём пламенного борца за свободу. Не зря наш народ назвал его «акын Тарази» – «поэт Справедливости».
Известный классик казахской литературы Мухтар Ауэзов высказывался о Шевченко в следующем духе:
Появление Тараса Шевченко в казахской степи тех времён было жестоким, но замечательным фактом. Очень горько, что он не встретил там ни одного из лучших сынов казахского народа — борца за свободу.
Шевченко не только наблюдал злую судьбу казахов, их жизнь, их национальный быт. Он запечатлевал степь и её обитателей как поэт и художник-живописец.
Сын угнетённой Украины, сосланный на древнюю землю казахов, живший среди них целое десятилетие, он терзался их горем, горем обездоленных, гонимых, и эту свою испепеляющую ярость против угнетателей он мог бы вселить в того же Валиханова, в просветителя Ибрая Алтынсарина, а через них, позже, в Абая
В казахстанском городе Форт-Шевченко создан уникальный и самый крупный за пределами Украины музей Тараса Шевченко, в память об украинском поэте, который много лет своей жизни провёл в Казахстане, исследовал Аральское море и пребывал в ссылке в военном укреплении Новопетровское (ныне Форт-Шевченко).
Музей открыт в 1932 году и является первым музеем на Мангышлаке. Музейный комплекс разместился на территории бывшего сада-огорода Новопетровского укрепления. По местным преданиям, именно благодаря Шевченко гарнизонный огород был превращён в парк. Он посадил здесь вербу, выросшую из привезённой им из города Гурьева (ныне Атырау) веточки. Более сотни лет форт-шевченковцы берегли как самую дорогую реликвию священное дерево, называвшееся в народе «Тарасовой вербой». Сохранился также колодец, вырытый Тарасом Шевченко в период лютой засухи, — он спас от смерти целый аул, расположенный неподалёку от крепости. Сегодня колодец сохранился почти в неизменном виде.
|  |  |  |

Из стихотворения казахского поэта-акына Джамбула Джабаева (каз. Жамбыл Жабаев):
| Слушал я звонкий напев соловьиный, Слушал я песни твои, Украина. В степи летели они по утрам, Плыли, как лебеди, по водам Днепра. | Песни твои, мой любимый Тарас. Вместе с народом я слушал не раз: Горы склонялись и степи внимали Голосу гнева, страданий, печали |

Для многих поколений украинцев и казахов Т. Г. Шевченко стал учителем, его по праву считают сыном двух народов: первым, кто своими стихами и живописью проложил мост дружбы между Казахстаном и Украиной. Помимо города Форт-Шевченко, имя украинского поэта носят улицы многих городов Казахстана, в том числе столицы города Астана, кроме того в его честь воздвигнуты памятники в Алматы, Актау, Форт-Шевченко и в пос. Карабутак.

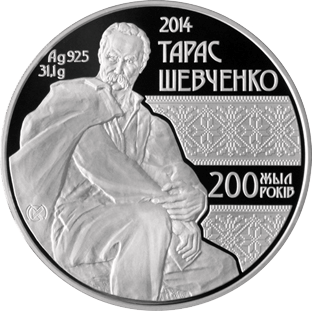
Серебряная монета к 200-летию Шевченко, выпущенная Нацбанком Казахстана

В сентябре 2014 года Национальный Банк Республики Казахстан выпустил в обращение памятные монеты, посвящённые 200-летию со дня рождения Т. Г. Шевченко, из серебра «proof» качества номинальной стоимостью 500 тенге и из сплава «нейзильбер» номинальной стоимостью 50 тенге.
Серебряная монета и монета из сплава «нейзильбер» имеют идентичные изображения лицевых и оборотных сторон. Изображение на серебряной монете «proof» качества расположено на зеркальной поверхности. На лицевой стороне (аверсе) монет в центральной части на орнаментальном фоне, составленном из казахского и украинского орнаментов, изображён герб Республики Казахстан. В нижней части число («500» на серебряной монете, «50» на монете из сплава нейзильбер) и надпись «ТЕҢГЕ», обозначающие номинал монеты. В левом и правом секторе зеркально изображён элемент национального орнамента. По окружности надпись «ҚАЗАҚСТАН РЕСПУБЛИКАСЫ» на государственном языке и «РЕСПУБЛИКА КАЗАХСТАН» на русском языке. По окружности выступающий кант. На оборотной стороне (реверсе) монет размещено изображение Шевченко и двух украинских орнаментальных вставок. Верхняя вставка разделяет две надписи «ТАРАС ШЕВЧЕНКО» на русском языке и надпись «200 ЖЫЛ/РОКІВ» на государственном и украинском языках.

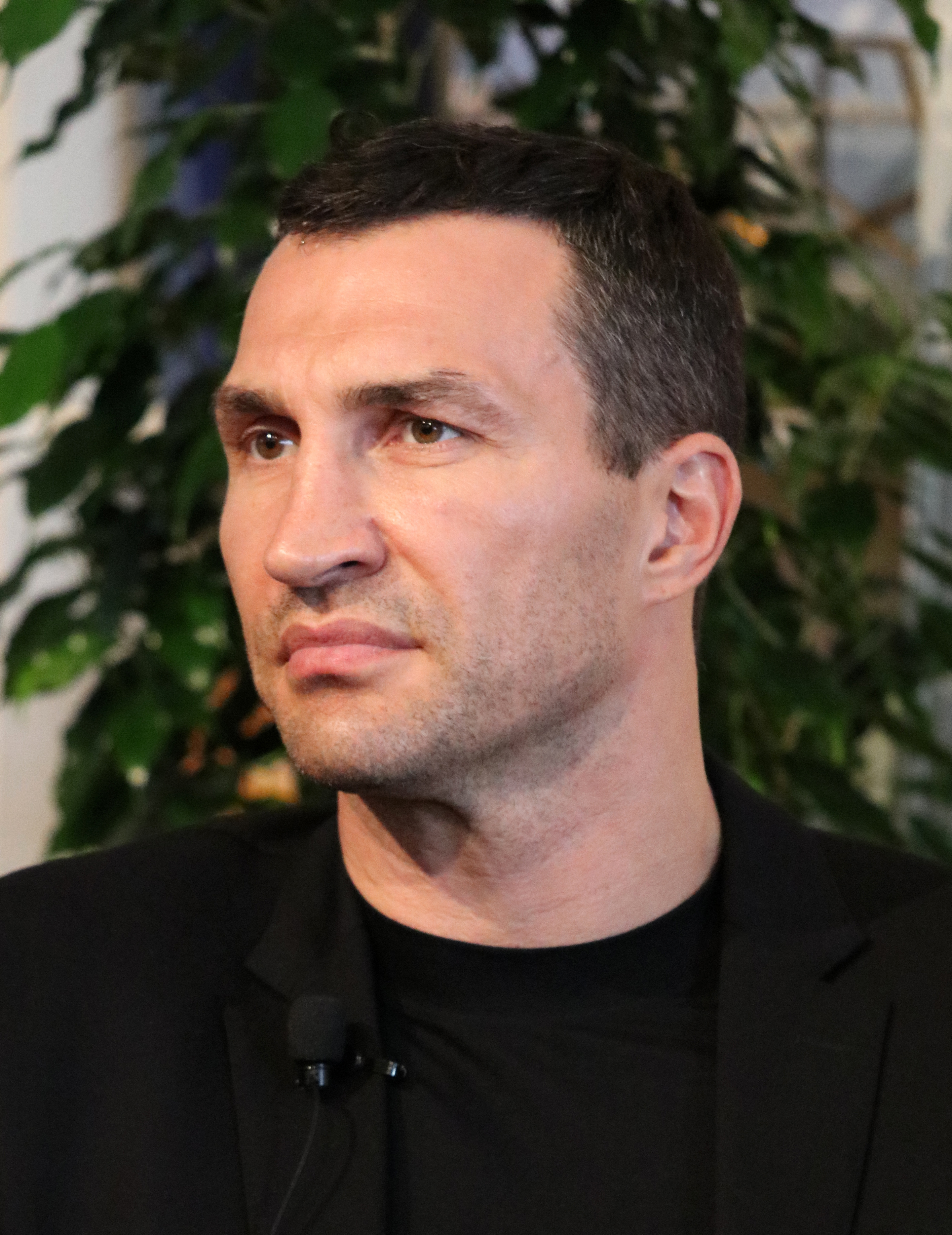
Владимир Кличко — уроженец Казахстана, чемпион мира по боксу в тяжёлом весе по версиям WBO, IBF, IBO, WBA.

## Интересные факты
Владимир Кличко, украинский боксёр-профессионал, своеобразно пошутил над Сашей Коэном за оскорбление своей родины — Казахстана. Кличко не понравилось, как Коэн выставлял его родной Казахстан в образе безмозглого журналиста Бората в одноимённом фильме. Владимир родился в казахстанском городе Семипалатинск и провёл там своё детство.
Боксер заметил британского комика в одном из ресторанов в Лос-Анджелесе. Когда Коэн вместе с женой проходил мимо его столика, Кличко к нему обратился и сказал примерно следующее: «Эй, я думаю после того, что ты сказал про Казахстан, ты — засранец». После того, как комик начал возражать, Кличко сообщил, что ломал людям шеи и за меньшее. Коэн мягко говоря испугался и успокоился только после того, как боксёр засмеялся и сказал, что ему нравится Борат.

## Известные казахстанские украинцы
- Шевченко, Тарас Григорьевич — украинский поэт, прозаик, мыслитель[55], живописец, этнограф, общественный деятель[56], пребывал в ссылке с 1850 по 1857 год в военном укреплении Новопетровское (ныне казахстанский город Форт-Шевченко)[41][42].
- Кличко, Владимир Владимирович — боксёр-профессионал, уроженец Казахстана[57][58][59], многократный чемпион по боксу в тяжёлой весовой категории.
- Терещенко, Сергей Александрович — первый премьер-министр независимого Казахстана (1991—1994).
- Божко, Владимир Карпович — министр по чрезвычайным ситуациям Республики Казахстан, генерал-лейтенант Комитета национальной безопасности Республики Казахстан, кандидат юридических наук, доцент.
- Марченко, Григорий Александрович — казахстанский финансист, банкир, экономист, дважды председатель Национального банка Республики Казахстан.
- Шевченко, Василий Тарасович — председатель КГБ Казахской ССР, генерал-лейтенант.
- Мельниченко, Юрий Васильевич — казахстанский борец греко-римского стиля, тренер, двукратный чемпион Азии (1996, 1997), двукратный чемпион мира (1994, 1997), чемпион Олимпийских игр (1996). Главный тренер сборной Казахстана по греко-римской борьбе (2000—2004)
- Дычко, Иван Фёдорович — казахстанский боксёр, бронзовый призёр Олимпиады 2012 года в Лондоне и Рио-де-Жанейро 2016, трёхкратный призёр чемпионатов мира (2011, 2013, 2015), чемпион Азии 2013 года, чемпион Азиатских игр 2014 года в Инчхоне.
- Храпатый, Анатолий Михайлович — казахстанский тяжелоатлет, победитель Олимпийских игр 1988 года в Сеуле, призёр Олимпийских игр 1996 года в Атланте, пятикратный чемпион мира и пятикратный чемпион Европы по тяжёлой атлетике.
- Финонченко, Андрей Юрьевич — многолетний член сборной Казахстана по футболу, лучший футболист Казахстана 2013 года.
- Демьяненко, Виктор Леонидович — серебряный призёр летних Олимпийских игр в Москве (1980), чемпион Европы.
- Мирошниченко, Александр Викторович — казахстанский боксёр, трёхкратный чемпион СССР (1986, 1988, 1989), двукратный призёр чемпионата Европы (1983, 1989), призёр чемпионата мира (1989), призёр Олимпийских игр (1988) в супертяжёлой весовой категории.
- Левит, Василий Алексеевич — казахстанский боксёр. Серебряный призёр Олимпийских игр 2016, чемпион Азии (2009 года).
- Литвиненко, Олег Фёдорович — с 1996 по 2006 г. нападающий сборной Казахстана по футболу. В течение шести лет являлся рекордсменом чемпионата Казахстана, забив 148 голов.
- Сивоконь, Алексей Николаевич — казахстанский пауэрлифтер, многократный чемпион мира.
- Довгун, Ольга Вячеславовна — казахстанская спортсменка, стрелок из пневматической винтовки, двукратная чемпионка мира.
- Чеботько, Николай Сергеевич — казахстанский лыжник, призёр чемпионата мира 2013 года, участник трёх Олимпиад.
- Степченко, Олег Анатольевич — уроженец Казахстана, известный кинорежиссёр и сценарист фильма «Вий» по мотивам повести Н. В. Гоголя.
- Хижниченко, Сергей Александрович — казахстанский футболист, нападающий сборной Казахстана. Двукратный чемпион Казахстана: (2011, 2012).
- Логвиненко, Юрий Анатольевич — казахстанский футболист, защитник сборной Казахстана. Пятикратный чемпион Казахстана.
- Шомко, Дмитрий Андреевич — казахстанский футболист, защитник сборной Казахстана. Трёхкратный чемпион Казахстана (2014, 2015, 2016).
- Пидгородецкий, Анатолий Николаевич — артист музыкального театра и кино, общественный деятель.
- Зарицкий, Алексей Васильевич — грекокатолический священник, в 2001 году причислен папой Иоанном Павлом II к лику блаженных.
- Беда, Леонид Игнатьевич — дважды Герой Советского Союза, заслуженный военный лётчик СССР, генерал-лейтенант авиации